# Zifron
Zifron (hebr. זִפְרֹן) – miejscowość lub miejsce, położone w północnym przygraniczu Kanaanu, wspomniane przez Księgę Liczb (Lb 34,9). Nazwa Zifron ma wspólną etymologię z wyrazem „wonieć”.
Dokładna lokalizacja Zifron nie jest znana. Według Furrera i Socina położony był nieopodal wymienionej w Księdze Liczb (Lb 34,8) przygranicznej miejscowości Sedad. Wetz oraz Mühlau proponowali Zifran, położony na północny wschód od Damaszku. Bywa też utożsamiany z Sibraim, wspomnianym w Księdze Ezechiela (Ez 47,16), lub wymienionym przez 2 Księgę Królewską (2 Krl 17,24) Sefarwaim.